# 歇洛克月坑

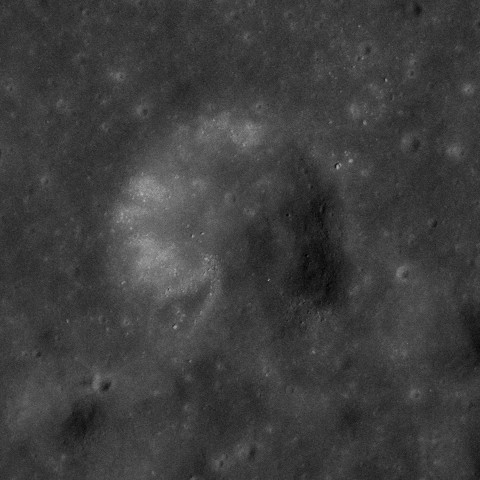
阿波罗17号全景相机照片

歇洛克月坑（Sherlock）是月球表面的一处地质特征，一座位于陶拉斯-利特罗谷中的陨石坑。1972年阿波罗17号任务期间，宇航员尤金·塞尔南和哈里森·施密特曾驾驶月球车行驶在它的北面。
歇洛克月坑距阿波罗17号着陆点约1公里，在它的南面是斯台诺月坑，而北面则是范塞尔格月坑和莎士比亚月坑。
该陨坑被宇航员以英国著名侦探小说家阿瑟·柯南·道尔爵士所虚构的歇洛克·福尔摩斯之名所命名。